# Selección de baloncesto de Pakistán
La selección de baloncesto de Pakistán (en urdu: پاکستان 	باسکٹ بال‎) es el equipo formado por jugadores de nacionalidad pakistaní que representa a la Federación de Baloncesto de Pakistán en las competiciones internacionales organizadas por la Federación Internacional de Baloncesto (FIBA) o el Comité Olímpico Internacional (COI): los Juegos Olímpicos, la Copa Mundial de Baloncesto y el Campeonato FIBA Asia.

## Historia
Fue creada en el año 1958 y desde su fundación forma parte de FIBA Asia, participando por primera vez en el Campeonato FIBA Asia en 1969 en Bangkok, Tailandia en donde terminó en octavo lugar. Su mejor participación en el torneo continental ha sido en la edición de 1979 en Nagoya, Japón en el que quedó en sexto lugar.
Ha sido subcampeón en los Juegos del Sudeste Asiático en tres ocasiones y ha sido finalista del Campeonato del Sudeste Asiático en 2013.

## Historial

### Copa Mundial
Resultado General: No ocupa puesto
| Copa Mundial de Baloncesto |
| --- |
| - 1950: No calificó - 1954: No calificó - 1959: No calificó - 1963: No calificó - 1967: No calificó - 1970: No calificó - 1974: No calificó - 1978: No calificó - 1982: No calificó - 1986: No calificó - 1990: No calificó - 1994: No calificó - 1998: No calificó - 2002: No calificó - 2006: No calificó - 2010: No calificó - 2014: No calificó - 2019: No calificó - 2023: No calificó - 2027: TBD |

### Juegos Olímpicos
| Baloncesto en los Juegos Olímpicos |
| --- |
| - Berlín 1936: No calificó - Londres 1948: No calificó - Helsinki 1952: No calificó - Melbourne 1956: No calificó - Roma 1960: No calificó - Tokio 1964: No calificó - México 1968: No calificó - Múnich 1972: No calificó - Montreal 1976: No calificó - Moscú 1980: No calificó - Los Ángeles 1984: No calificó - Seúl 1988: No calificó - Barcelona 1992: No calificó - Atlanta 1996: No calificó - Sídney 2000: No calificó - Atenas 2004: No calificó - Pekín 2008: No calificó - Londres 2012: No calificó - Río 2016: No calificó - Tokio 2020: No calificó - París 2024: No calificó |

### Campeonato FIBA Asia
| Campeonato FIBA Asia | Campeonato FIBA Asia | Campeonato FIBA Asia | Campeonato FIBA Asia | Campeonato FIBA Asia | Campeonato FIBA Asia |
| -------------------- | -------------------- | -------------------- | -------------------- | -------------------- | -------------------- |
| - 1960: No calificó  |                      | - 1983: 13° Lugar    |                      | - 2005: No calificó  |                      |
| - 1963: No calificó  |                      | - 1985: 14° Lugar    |                      | - 2007: No calificó  |                      |
| - 1965: No calificó  |                      | - 1987: No calificó  |                      | - 2009: No calificó  |                      |
| - 1967: No calificó  |                      | - 1989: 10° Lugar    |                      | - 2011: No calificó  |                      |
| - 1969: 8° Lugar     |                      | - 1991: No calificó  |                      | - 2013: No calificó  |                      |
| - 1971: No calificó  |                      | - 1993: 17° Lugar    |                      | - 2015: No calificó  |                      |
| - 1973: 12° Lugar    |                      | - 1995: No calificó  |                      | - 2017: No calificó  |                      |
| - 1975: 11° Lugar    |                      | - 1997: No calificó  |                      | - 2022: No calificó  |                      |
| - 1977: 9° Lugar     |                      | - 1999: No calificó  |                      | - 2025: No calificó  |                      |
| - 1979: 6° Lugar     |                      | - 2001: No calificó  |                      |                      |                      |
| - 1981: 9° Lugar     |                      | - 2003: No calificó  |                      |                      |                      |

## Palmarés
- Juegos del Sudeste Asiático:
  -  Subcampeón (3): 1995, 1999, 2004

- Campeonato del Sudeste Asiático:
  -  Subcampeón (1): 2013